# Pandesma jubra
Pandesma jubra är en fjärilsart som beskrevs av Swinhoe 1889. Pandesma jubra ingår i släktet Pandesma och familjen nattflyn. Inga underarter finns listade i Catalogue of Life.